# Озургети (село)
Озургети (груз. ოზურგეთი) — село в Грузии, на территории Озургетского муниципалитета края (мхаре) Гурия.

## География
Село находится в западной части Грузии, на правом берегу реки Натанеби, на расстоянии 2 километров к северу от города Озургети, административного центра муниципалитета.

## Население
По результатам официальной переписи населения 2014 года, в Озургети проживало 1388 человек (670 мужчин и 718 женщин). В национальной структуре населения грузины составляли 99,1 %, армяне — 0,43 %, русские — 0,36 %.
| Год  | Население, человек |
| ---- | ------------------ |
| 2002 | 1882               |
| 2014 | ↘ 1388             |